# 1994-es úszó-világbajnokság
Az 1994-es úszó-világbajnokságot szeptember 1. és szeptember 11. között rendezték Olaszország fővárosában, Rómában. A világbajnokságon 45 versenyszám volt. Összesen 102 ország 1400 sportolója vett részt az eseményen. A női vízilabdában változás volt, hogy az eddigi 9 csapat helyett 12 válogatott vett részt a tornán.

## A helyszín kiválasztása
A FINA a rendezővárost Perth-ben, 1991. január 5-én jelölte ki. Róma mellett Athén és Bonn pályázott.

## Magyar versenyzők eredményei
Magyarország a világbajnokságon 45 sportolóval képviseltette magát, akik összesen 3 arany- 3 ezüst- és 4 bronzérmet szereztek.

### Érmesek
| Érem      | Versenyző | Versenyszám    | Versenyszám               | Dátum          |
| --------- | --- | -------------- | ------------------------- | -------------- |
| Aranyérem | Rózsa Norbert | úszás          | 100 m-es mellúszás        | szeptember 5.  |
| Aranyérem | Rózsa Norbert | úszás          | 200 m-es mellúszás        | szeptember 9.  |
| Aranyérem | Magyar női vízilabda-válogatott Kertész Zsuzsa Dancsa Katalin Eke Andrea Huff Zsuzsanna Kuna Ildikó Rafael Irén Rédei Katalin Sipos Edit Stieber Mercédesz Szalkay Orsolya Szremkó Krisztina Tóth Gabriella Tóth Noémi | vízilabda      | női vízilabda             | szeptember 9.  |
| Ezüstérem | Güttler Károly | úszás          | 100 m-es mellúszás        | szeptember 5   |
| Ezüstérem | Kovács Rita | hosszútávúszás | 25 km                     | szeptember 8.  |
| Ezüstérem | Egerszegi Krisztina | úszás          | 200 m-es hátúszás         | szeptember 11. |
| Bronzérem | Güttler Károly | úszás          | 200 m mellúszás           | szeptember 9.  |
| Bronzérem | Deutsch Tamás | úszás          | 100 m-es hátúszás         | szeptember 10. |
| Bronzérem | Czene Attila | úszás          | 200 m vegyesúszás         | szeptember 11. |
| Bronzérem | Deutsch Tamás Rózsa Norbert Horváth Péter Czene Attila (Zubor Attila) | úszás          | 4 × 100 m-es vegyes váltó | szeptember 11. |

## Éremtáblázat
| Olaszország (rendező ország) | Magyarország |

| Helyezés | Nemzet                    | Arany | Ezüst | Bronz | Összesen |
| 1        | Kína                      | 16    | 10    | 2     | 28       |
| 2        | Amerikai Egyesült Államok | 7     | 10    | 8     | 25       |
| 3        | Oroszország               | 5     | 7     | 5     | 17       |
| 4        | Ausztrália                | 5     | 3     | 4     | 12       |
| 5        | Magyarország              | 3     | 3     | 4     | 10       |
| 6        | Finnország                | 2     | 2     | 0     | 4        |
| 7        | Kanada                    | 1     | 2     | 2     | 5        |
| 8        | Spanyolország             | 1     | 2     | 0     | 3        |
| 8        | Svédország                | 1     | 2     | 0     | 3        |
| 10       | Németország               | 1     | 1     | 6     | 8        |
| 11       | Olaszország               | 1     | 0     | 2     | 3        |
| 12       | Lengyelország             | 1     | 0     | 0     | 1        |
| 12       | Zimbabwe                  | 1     | 0     | 0     | 1        |
| 14       | Japán                     | 0     | 2     | 1     | 3        |
| 15       | Új-Zéland                 | 0     | 1     | 2     | 3        |
| 16       | Hollandia                 | 0     | 1     | 0     | 1        |
| 17       | Belgium                   | 0     | 0     | 2     | 2        |
| 17       | Brazília                  | 0     | 0     | 2     | 2        |
| 17       | Costa Rica                | 0     | 0     | 2     | 2        |
| 20       | Litvánia                  | 0     | 0     | 1     | 1        |
| 20       | Mexikó                    | 0     | 0     | 1     | 1        |
| Összesen | Összesen                  | 45    | 46    | 44    | 135      |

## Eredmények
- WR – világrekord (World Record)
- CR – világbajnoki rekord (világbajnokságokon elért eddigi legjobb eredmény) (Championship Record)

### Úszás

#### Férfi
| Versenyszám               | Arany                                                                          | Arany      | Ezüst                                                                                    | Ezüst    | Bronz                                                                            | Bronz    |
| ------------------------- | ------------------------------------------------------------------------------ | ---------- | ---------------------------------------------------------------------------------------- | -------- | -------------------------------------------------------------------------------- | -------- |
| 50 m-es gyorsúszás        | Alekszandr Popov · Oroszország                                                 | 22,17      | Gary Hall · Egyesült Államok                                                             | 22,40    | Raimundas Mazuolis · Litvánia                                                    | 22,52    |
| 100 m-es gyorsúszás       | Alekszandr Popov · Oroszország                                                 | 49,12      | Gary Hall · Egyesült Államok                                                             | 49,41    | Gustavo Borges · Brazília                                                        | 49,52    |
| 200 m-es gyorsúszás       | Antti Kasvio · Finnország                                                      | 1:47,32    | Anders Holmertz · Svédország                                                             | 1:48,24  | Danyon Loader · Új-Zéland                                                        | 1:48,49  |
| 400 m-es gyorsúszás       | Kieren Perkins · Ausztrália                                                    | 3:43,80    | Antti Kasvio · Finnország                                                                | 3:48,55  | Danyon Loader · Új-Zéland                                                        | 3:48,62  |
| 1500 m-es gyorsúszás      | Kieren Perkins · Ausztrália                                                    | 14:50,52   | Daniel Kowalski · Ausztrália                                                             | 14:53,42 | Steffen Zesner · Németország                                                     | 15:09,20 |
|                           |                                                                                |            |                                                                                          |          |                                                                                  |          |
| 100 m-es hátúszás         | Martin Lopez-Zubero · Spanyolország                                            | 55,17      | Jeff Rouse · Egyesült Államok                                                            | 55,51    | Deutsch Tamás · Magyarország                                                     | 55,69    |
| 200 m-es hátúszás         | Vlagyimir Szelkov · Oroszország                                                | 1:57,42    | Martin Lopez · Spanyolország                                                             | 1:58,75  | Royce Sharp · Egyesült Államok                                                   | 1:58,86  |
|                           |                                                                                |            |                                                                                          |          |                                                                                  |          |
| 100 m-es mellúszás        | Rózsa Norbert · Magyarország                                                   | 1:01,24    | Güttler Károly · Magyarország                                                            | 1:01,44  | Fred Deburghgraeve · Belgium                                                     | 1:01,79  |
| 200 m-es mellúszás        | Rózsa Norbert · Magyarország                                                   | 2:12,81    | Eric Wunderlich · Egyesült Államok                                                       | 2:12,87  | Güttler Károly · Magyarország                                                    | 2:14,12  |
|                           |                                                                                |            |                                                                                          |          |                                                                                  |          |
| 100 m-es pillangóúszás    | Rafal Szukala · Lengyelország                                                  | 53,51      | Lars Frolander · Svédország                                                              | 53,65    | Denisz Pankratov · Oroszország                                                   | 53,68    |
| 200 m-es pillangóúszás    | Denisz Pankratov · Oroszország                                                 | 1:56,54    | Danyon Loader · Új-Zéland                                                                | 1:57,99  | Chris-Carol Bremer · Németország                                                 | 1:58,11  |
|                           |                                                                                |            |                                                                                          |          |                                                                                  |          |
| 200 m-es vegyesúszás      | Jani Sievinen · Finnország                                                     | 1:58,16    | Greg Burgess · Egyesült Államok                                                          | 2:00,86  | Czene Attila · Magyarország                                                      | 2:01,84  |
| 400 m-es vegyesúszás      | Tom Dolan · Egyesült Államok                                                   | 4:12,30    | Jani Sievinen · Finnország                                                               | 4:13,29  | Eric Namesnik · Egyesült Államok                                                 | 4:15,69  |
|                           |                                                                                |            |                                                                                          |          |                                                                                  |          |
| 4 × 100 m-es gyorsváltó   | Egyesült Államok · Jon Olsen · Josh Davis · Ugur Taner · Gary Hall             | 3:16,90 CR | Oroszország · Roman Shegolev · Vladimir Predkin · Vlagyimir Pisnyenko · Alekszandr Popov | 3:18,12  | Brazília · Fernando Scherer · Teófilo Ferreira · André Teixeira · Gustavo Borges | 3:19,35  |
| 4 × 200 m-es gyorsváltó   | Svédország · Christer Wallin · Tommy Werner · Lars Frölander · Anders Holmertz | 7:17,74    | Oroszország · Jurij Muhin · Roman Szegolev · Vlagyimir Pisnyenko · Denisz Pankratov      | 7:18,13  | Németország · Andreas Szigat · Christian Keller · Oliver Lampe · Steffen Zesner  | 7:19,10  |
| 4 × 100 m-es vegyes váltó | Egyesült Államok · Jeff Rouse · Eric Wunderlich · Mark Henderson · Gary Hall   | 3:37,74 CR | Oroszország · Vlagyimir Szelkov · Vaszilij Ivanov · Denisz Pankratov · Alekszandr Popov  | 3:38,28  | Magyarország · Deutsch Tamás · Rózsa Norbert · Horváth Péter · Czene Attila      | 3:39,47  |

#### Női
| Versenyszám               | Arany                                                   | Arany      | Ezüst                                                                               | Ezüst   | Bronz                                                                                            | Bronz   |
| ------------------------- | ------------------------------------------------------- | ---------- | ----------------------------------------------------------------------------------- | ------- | ------------------------------------------------------------------------------------------------ | ------- |
| 50 m-es gyorsúszás        | Le Jingyi · Kína                                        | 24,51 WR   | Natalia Mesheryakova · Oroszország                                                  | 25,10   | Amy Van Dyken · Egyesült Államok                                                                 | 25,18   |
| 100 m-es gyorsúszás       | Le Jingyi · Kína                                        | 54,01 WR   | Lu Bin · Kína                                                                       | 54,15   | Franziska van Almsick · Németország                                                              | 54,77   |
| 200 m-es gyorsúszás       | Franziska van Almsick · Németország                     | 1:56,78 WR | Lu Bin · Kína                                                                       | 1:56,89 | Claudia Poll · Costa Rica                                                                        | 1:57,61 |
| 400 m-es gyorsúszás       | Aihua Yang · Kína                                       | 4:09,64    | Cristina Teuscher · Egyesült Államok                                                | 4:10,21 | Claudia Poll · Costa Rica                                                                        | 4:10,61 |
| 800 m-es gyorsúszás       | Janet Evans · Egyesült Államok                          | 8:29,85    | Hayley Lewis · Ausztrália                                                           | 8:29,94 | Brooke Bennett · Egyesült Államok                                                                | 8:31,30 |
|                           |                                                         |            |                                                                                     |         |                                                                                                  |         |
| 100 m-es hátúszás         | He Csihong · Kína                                       | 1:00,57 CR | Nina Zsivanyevszkaja · Oroszország                                                  | 1:00,83 | Barbara Bedford · Egyesült Államok                                                               | 1:01,32 |
| 200 m-es hátúszás         | He Cihong · Kína                                        | 2:07,40 CR | Egerszegi Krisztina · Magyarország                                                  | 2:09,10 | Lorenza Vigarani · Olaszország                                                                   | 2:10,92 |
|                           |                                                         |            |                                                                                     |         |                                                                                                  |         |
| 100 m-es mellúszás        | Samantha Riley · Ausztrália                             | 1:07,69 WR | Guohong Dai · Kína                                                                  | 1:09,26 | Juan Juan · Kína                                                                                 | 1:10,19 |
| 200 m-es mellúszás        | Samantha Riley · Ausztrália                             | 2:26,87 CR | Juan Juan · Kína                                                                    | 2:27,38 | Brigitte Becue · Belgium                                                                         | 2:28,85 |
|                           |                                                         |            |                                                                                     |         |                                                                                                  |         |
| 100 m-es pillangóúszás    | Limin Liu · Kína                                        | 58,98 CR   | Jun Csu · Kína                                                                      | 59,69   | Susan O'Neill · Ausztrália                                                                       | 1:00,11 |
| 200 m-es pillangóúszás    | Limin Liu · Kína                                        | 2:07,25 CR | Jun Csu · Kína                                                                      | 2:07,42 | Susan O'Neill · Ausztrália                                                                       | 2:09,54 |
|                           |                                                         |            |                                                                                     |         |                                                                                                  |         |
| 200 m-es vegyesúszás      | Lu Bin · Kína                                           | 2:12,34    | Allison Wagner · Egyesült Államok                                                   | 2:14,40 | Elli Overton · Ausztrália                                                                        | 2:15,26 |
| 400 m-es vegyesúszás      | Daj Guohong · Kína                                      | 4:39,14    | Allison Wagner · Egyesült Államok                                                   | 4:39,98 | Kristine Quance · Egyesült Államok                                                               | 4:42,21 |
|                           |                                                         |            |                                                                                     |         |                                                                                                  |         |
| 4 × 100 m-es gyorsváltó   | Kína · Le Jing · Shan Jing · Lu Bin · Le Jingyi         | 3:37,91 WR | Egyesült Államok · Angel Martino · Nicole Haislett · Amy Van Dyken · Jenny Thompson | 3:41,50 | Németország · Franziska van Almsick · Katrin Meissner · Kerstin Kielgass · Daniela Hunger        | 3:42,94 |
| 4 × 200 m-es gyorsváltó   | Kína · Le Ying · Yang Aihua · Lu Bin · Zhou Ouanbin     | 7:57,96 CR | Németország · Franziska van Almsick · Julia Jung · Kerstin Kielgass · Dagmar Hase   | 8:01,37 | Egyesült Államok · Cristina Teuscher · Nicole Haislett · Janet Evans · Jenny Thompson            | 8:03,16 |
| 4 × 100 m-es vegyes váltó | Kína · He Csihong · Daj Guohong · Liu Limin · Le Jingyi | 4:01,67 WR | Egyesült Államok · Lea Loveless · Kristine Quance · Amy Van Dyken · Jenny Thompson  | 4:06,53 | Oroszország · Nina Zsivanyevszkaja · Olga Prokhorova · Szvetlana Pozdeeva · Natalia Mesheryakova | 4:06,70 |

### Hosszútávúszás

#### Férfi
| Versenyszám             | Arany                  | Arany   | Ezüst                    | Ezüst   | Bronz                          | Bronz   |
| ----------------------- | ---------------------- | ------- | ------------------------ | ------- | ------------------------------ | ------- |
| 25 km-es hosszútávúszás | Greg Streppel · Kanada | 5:35:26 | David Bates · Ausztrália | 5:36:31 | Alekszej Akatjev · Oroszország | 5:37:26 |

#### Női
| Versenyszám             | Arany                           | Arany   | Ezüst                      | Ezüst   | Bronz                             | Bronz   |
| ----------------------- | ------------------------------- | ------- | -------------------------- | ------- | --------------------------------- | ------- |
| 25 km-es hosszútávúszás | Melissa Cunningham · Ausztrália | 5:48:25 | Kovács Rita · Magyarország | 5:50:13 | Shelley Taylor-Smith · Ausztrália | 5:53:12 |

### Műugrás

#### Férfi
| Versenyszám         | Arany                       | Arany  | Ezüst                       | Ezüst  | Bronz                               | Bronz  |
| ------------------- | --------------------------- | ------ | --------------------------- | ------ | ----------------------------------- | ------ |
| 1 m-es műugrás      | Evan Stewart · Zimbabwe     | 382,14 | Lan Wej · Kína              | 375,96 | Brian Earley · Egyesült Államok     | 361,59 |
| 3 m-es műugrás      | Yu Zhuocheng · Kína         | 655,44 | Dmitry Sautin · Oroszország | 646,59 | Wang Tiangling · Kína               | 638,22 |
| 10 m-es toronyugrás | Dmitry Sautin · Oroszország | 634,71 | Sun Shuwei · Kína           | 630,03 | Vlagyimir Tyimosinyin · Oroszország | 607,32 |

#### Női
| Versenyszám         | Arany              | Arany  | Ezüst                     | Ezüst  | Bronz                         | Bronz  |
| ------------------- | ------------------ | ------ | ------------------------- | ------ | ----------------------------- | ------ |
| 1 m-es műugrás      | Chen Lixia · Kína  | 279,30 | Tan Shuping · Kína        | 276,00 | Annie Pelletier · Kanada      | 273,84 |
| 3 m-es műugrás      | Tan Shuping · Kína | 548,49 | Vera Ilyina · Oroszország | 498,60 | Claudia Bockner · Németország | 480,15 |
| 10 m-es toronyugrás | Fu Mingxia · Kína  | 434,04 | Chi Bin · Kína            | 420,24 | Maria José Alcala · Mexikó    | 396,48 |

### Szinkronúszás
| Versenyszám | Arany                                                | Arany   | Ezüst                                 | Ezüst   | Bronz                                  | Bronz   |
| ----------- | ---------------------------------------------------- | ------- | ------------------------------------- | ------- | -------------------------------------- | ------- |
| Egyéni      | Becky Dyroen-Lancer · Egyesült Államok               | 191,040 | Okuno Fumiko · Japán                  | 187,306 | Lisa Alexander · Kanada                | 186,826 |
| Páros       | Egyesült Államok · Becky Dyroen-Lancer · Jill Suduth | 187,009 | Japán · Okuno Fumiko · Tacsibana Mija | 186,259 | Kanada · Lisa Alexander · Erin Woodley | 186,259 |
| Csapat      | Egyesült Államok                                     | 185,883 | Kanada                                | 183,263 | Japán                                  | 183,215 |

### Vízilabda
| Versenyszám | Arany        | Ezüst         | Bronz       |
| ----------- | ------------ | ------------- | ----------- |
| Férfi       | Olaszország  | Spanyolország | Oroszország |
| Női         | Magyarország | Hollandia     | Olaszország |